# Talpe, Bihor
Talpe este un sat în comuna Drăgănești din județul Bihor, Crișana, România.
Satul Talpe este localizat în apropierea orașului Beiuș, a Stânei de Vale și a Peșterii Urșilor.

## Biserica de lemn

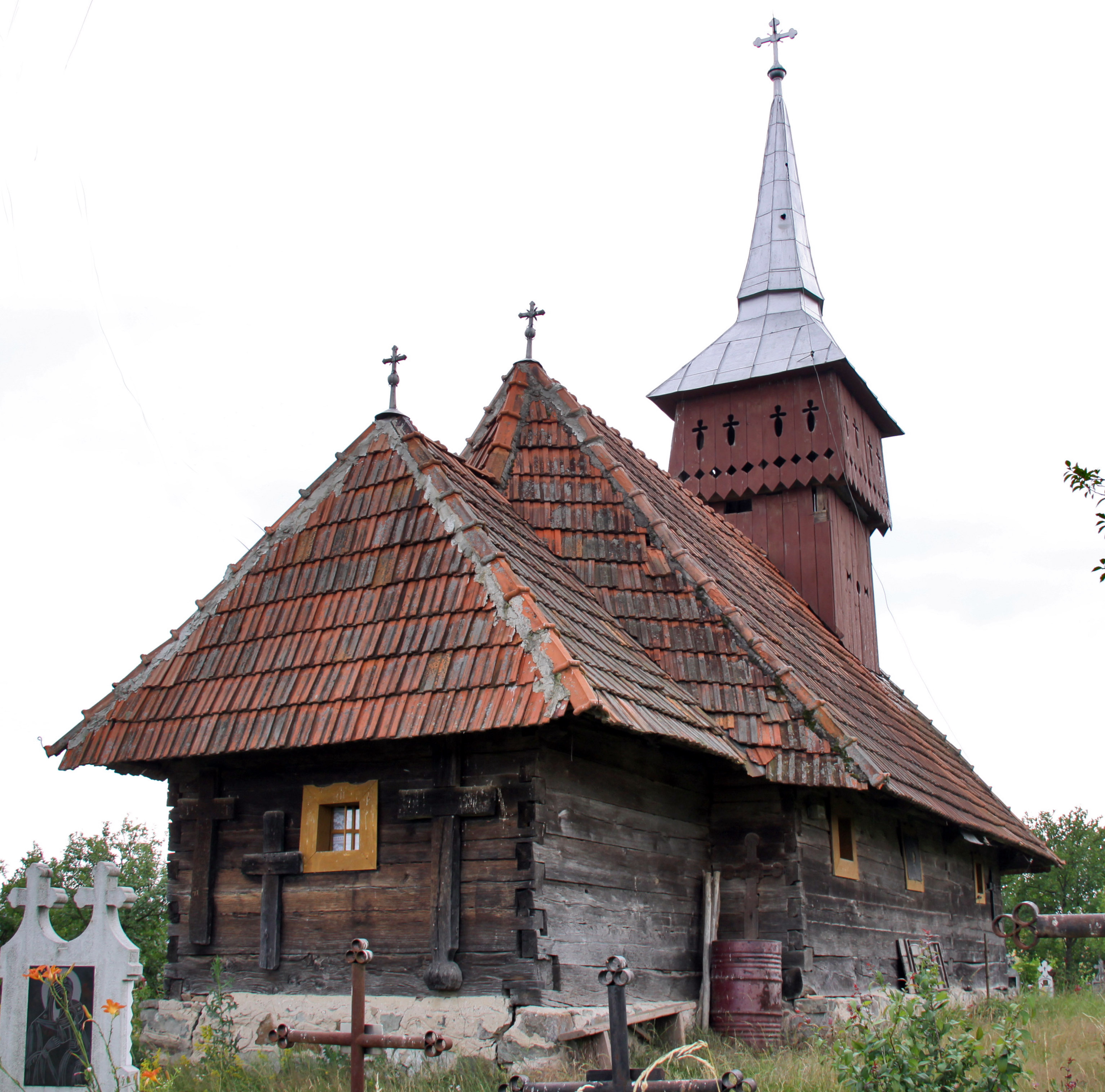
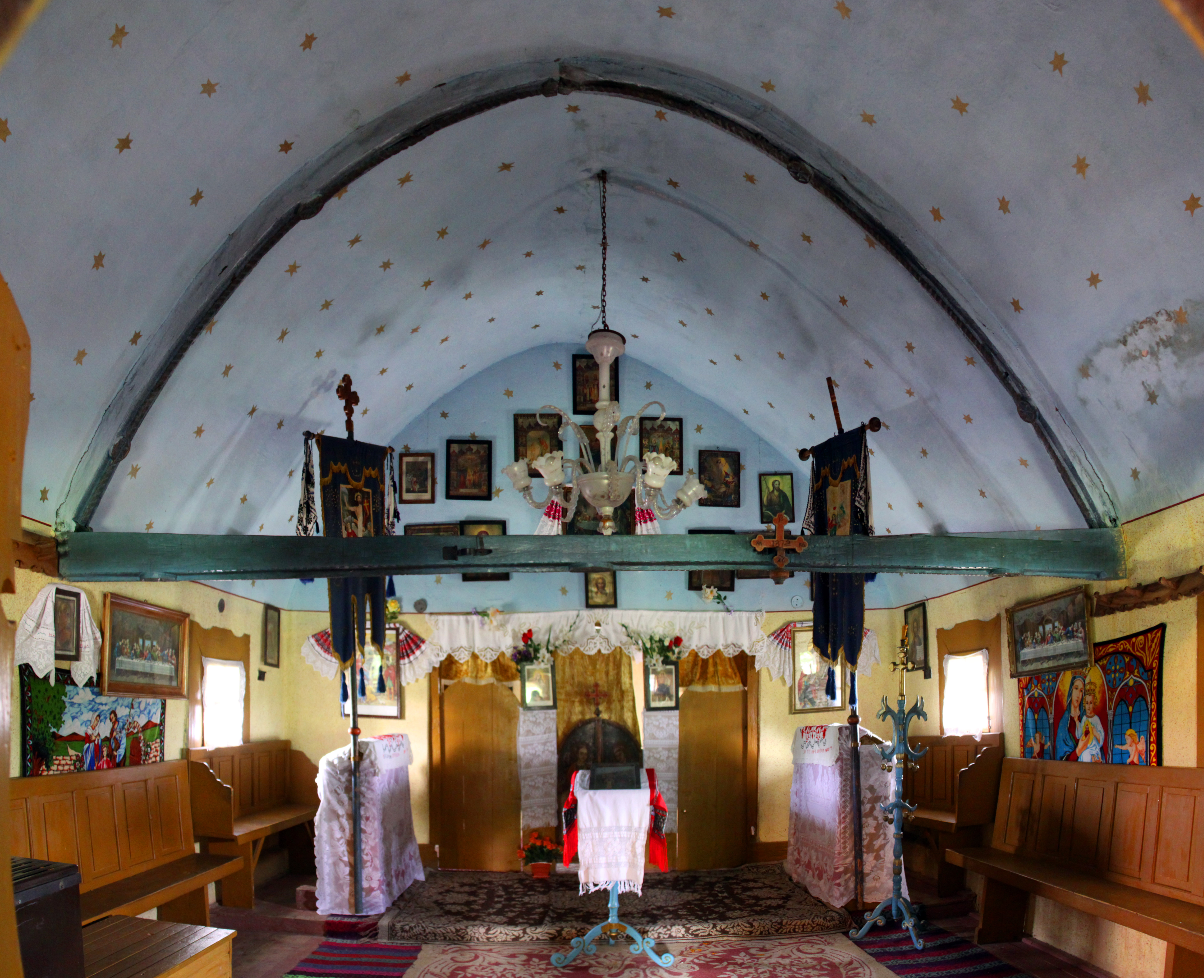
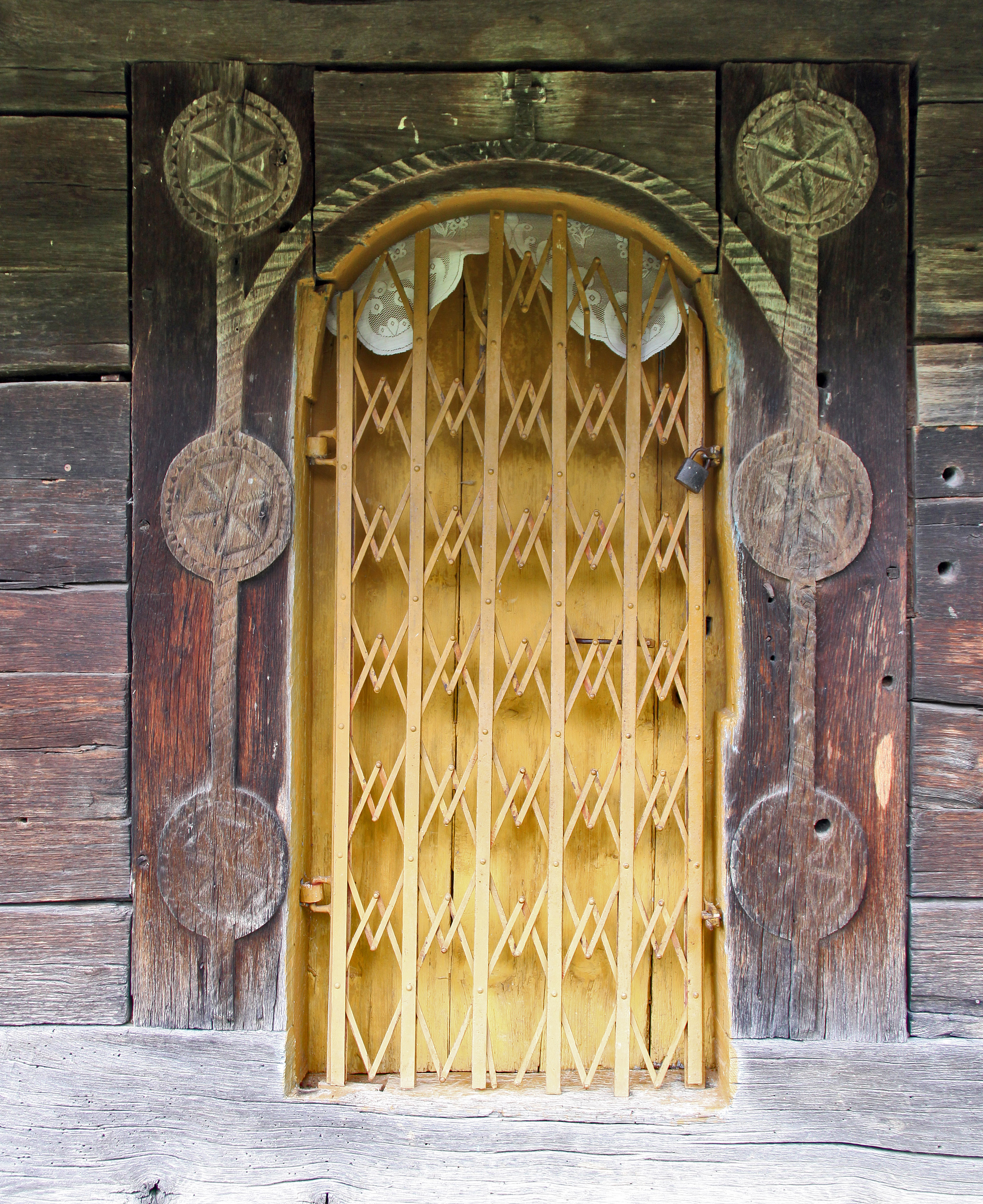
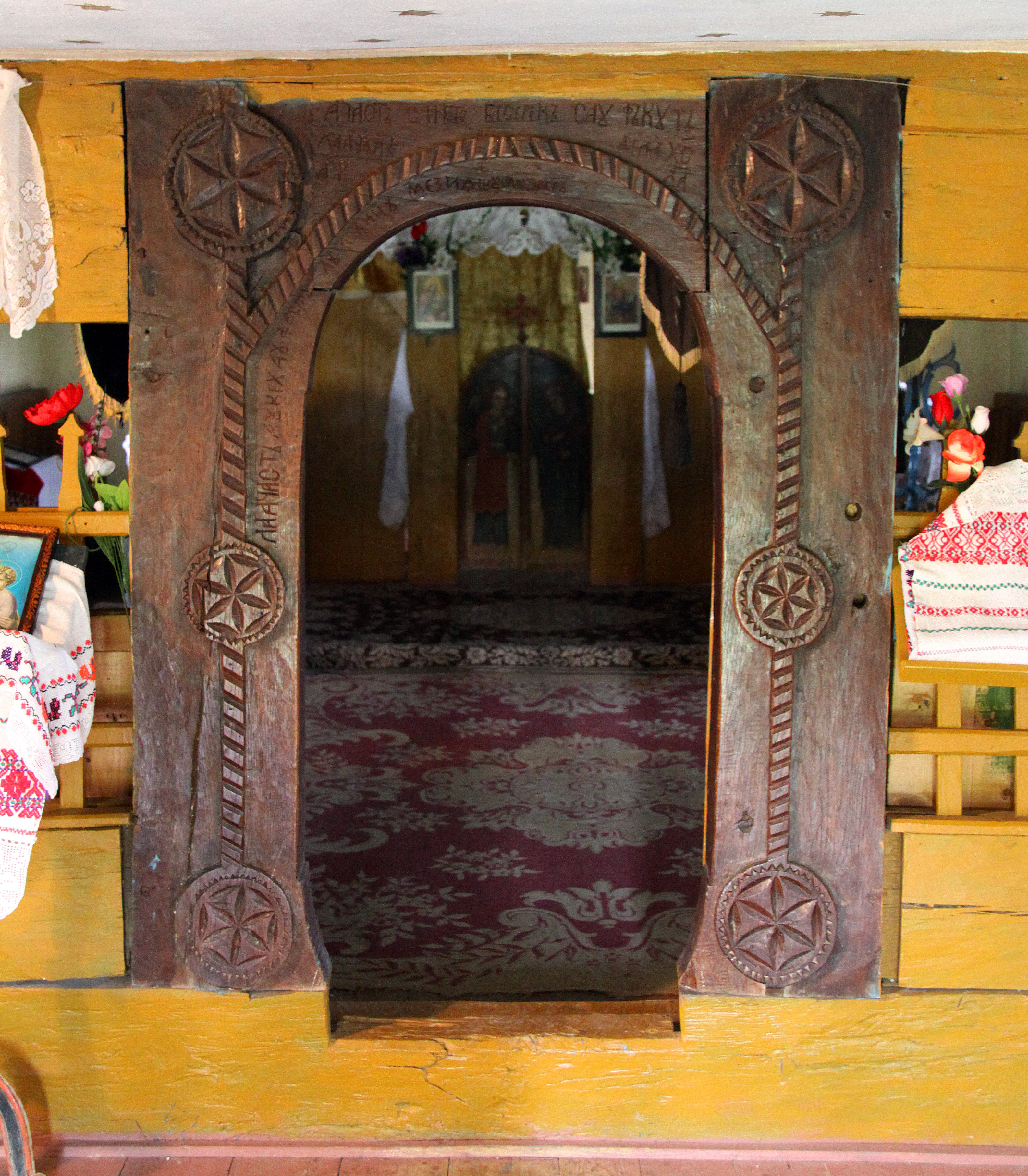

Acest articol despre o localitate din județul Bihor este deocamdată un ciot. Puteți ajuta Wikipedia prin completarea lui.